# Maxaranguape
Maxaranguape är en kommun i Brasilien.   Den ligger i delstaten Rio Grande do Norte, i den östra delen av landet, 1 800 km nordost om huvudstaden Brasília. Antalet invånare är 10 442.
Följande samhällen finns i Maxaranguape:
- São Miguel

Omgivningarna runt Maxaranguape är huvudsakligen savann. Runt Maxaranguape är det ganska tätbefolkat, med 90 invånare per kvadratkilometer.